# Anik F1R
O Anik F1R é um satélite de comunicação geoestacionário canadense da série Anik construído pela EADS Astrium. Ele está localizado na posição orbital de 107,3 graus de longitude oeste e é administrado pela Telesat Canada, com sede em Ottawa no Canadá. O satélite foi baseado na plataforma Eurostar-3000S e sua expectativa de vida útil é de 15 anos. Além da transmissão de programas de rádio e de televisão, ele também pode transferir dados de GPS.

## Lançamento
O satélite foi lançado com sucesso ao espaço no dia 8 de setembro de 2005, às 19:53 UTC, por meio de um veículo Proton-M/Briz-M a partir do Cosmódromo de Baikonur, no Cazaquistão. Ele tinha uma massa de lançamento de 4500 kg.

## Capacidade e cobertura
O Anik F1R é equipado com 32 transponders em banda Ku, 24 em banda C e 2 (WAAS) em banda L para prestação de serviços em toda a América do Norte.